# Кейт Алленбі
Кейт Алленбі  (англ. Kate Allenby; 16 березня 1974) — британська сучасна п'ятиборка, олімпійська медалістка.

## Виступи на Олімпіадах
| Олімпіада   | Дисципліна | Місце |
| ----------- | ---------- | ----- |
| Сідней 2000 | особисті   | 3     |
| Афіни 2004  | особисті   | 8     |